# دالاهو ایراندوست
دالاهو ایراندوست (زادهٔ ۴ ژوئن ۱۹۹۸) بازیکن فوتبال ایرانی-سوئدی است. وی برای تیم فوتبال بروماپویکارنا سوئد در نقش هافبک وسط بازی می‌کند. او از پدر مادری ایرانی در سوئد    متولد شده‌است.این بازیکن در سال ۲۰۱۹ به طور جدی به استقلال ایران نزدیک شده بود اما چون پیشنهادی از کشور های اروپایی داشت به ایران نیامد
وی همچنین در تیم ملی فوتبال سوئد سه بازی دوستانه انجام داده است، وی همچنین در صورت دعوت توانایی بازی برای تیم ملی ایران را نیز دارد.
ایراندوست در نقل و انتقالات تابستانی ۲۰۲۱، تصمیم به جدایی از باشگاه فوتبال هکن گرفت و با امضای قراردادی ۵ ساله راهی خرونینگن هلند شد.